# Steropleurus castellanus
Steropleurus castellanus är en insektsart som först beskrevs av Bolívar, I. 1878.  Steropleurus castellanus ingår i släktet Steropleurus och familjen vårtbitare. Inga underarter finns listade i Catalogue of Life.